# Haslet
Haslet è un comune (city) degli Stati Uniti d'America che si trova tra le contee di Denton e Tarrant nello Stato del Texas. La popolazione era di 1.517 abitanti al censimento del 2010. Fa parte della Dallas-Fort Worth Metroplex e si trova 15 miglia a nord dal centro di Fort Worth e 20 miglia a sud di Denton.

## Geografia fisica
Haslet è situata a 32°57′35″N 97°20′24″W (32.959733, -97.340028).
Secondo lo United States Census Bureau, ha un'area totale di 8,2 mi² (21,24 km²).

## Storia
Secondo l'Handbook of Texas, l'area fu colonizzata intorno al 1880, ma probabilmente non esisteva nessuna comunità distinta fino al 1883, quando i binari della Gulf, Colorado and Santa Fe Railway sono stati estesi attraverso l'area. Deve il suo nome alla città di Haslett nel Michigan, da dove proveniva un contraente della ferrovia. Un ufficio postale è stato aperto nel 1887; nel 1896 era presente una scuola con un insegnante e ventuno studenti. La popolazione di Haslet era di 67 abitanti nel 1903, scesa a 50 abitanti nel 1915. Durante gli anni 1920, Haslet possedeva tre negozi di generi alimentari, una ferramenta, un negozio di merci secche (dry goods in inglese), e una sgranatrice di cotone. 

## Società

### Evoluzione demografica
Secondo il censimento del 2010, la popolazione era di 1.517 abitanti.

### Etnie e minoranze straniere
Secondo il censimento del 2010, la composizione etnica della città era formata dall'84,7% di bianchi, lo 0,5% di nativi americani, l'1,6% di asiatici, il 2,8% di altre razze, e l'1,9% di due o più etnie. Ispanici o latinos di qualunque razza erano l'8,5% della popolazione.